# Atena Partenos

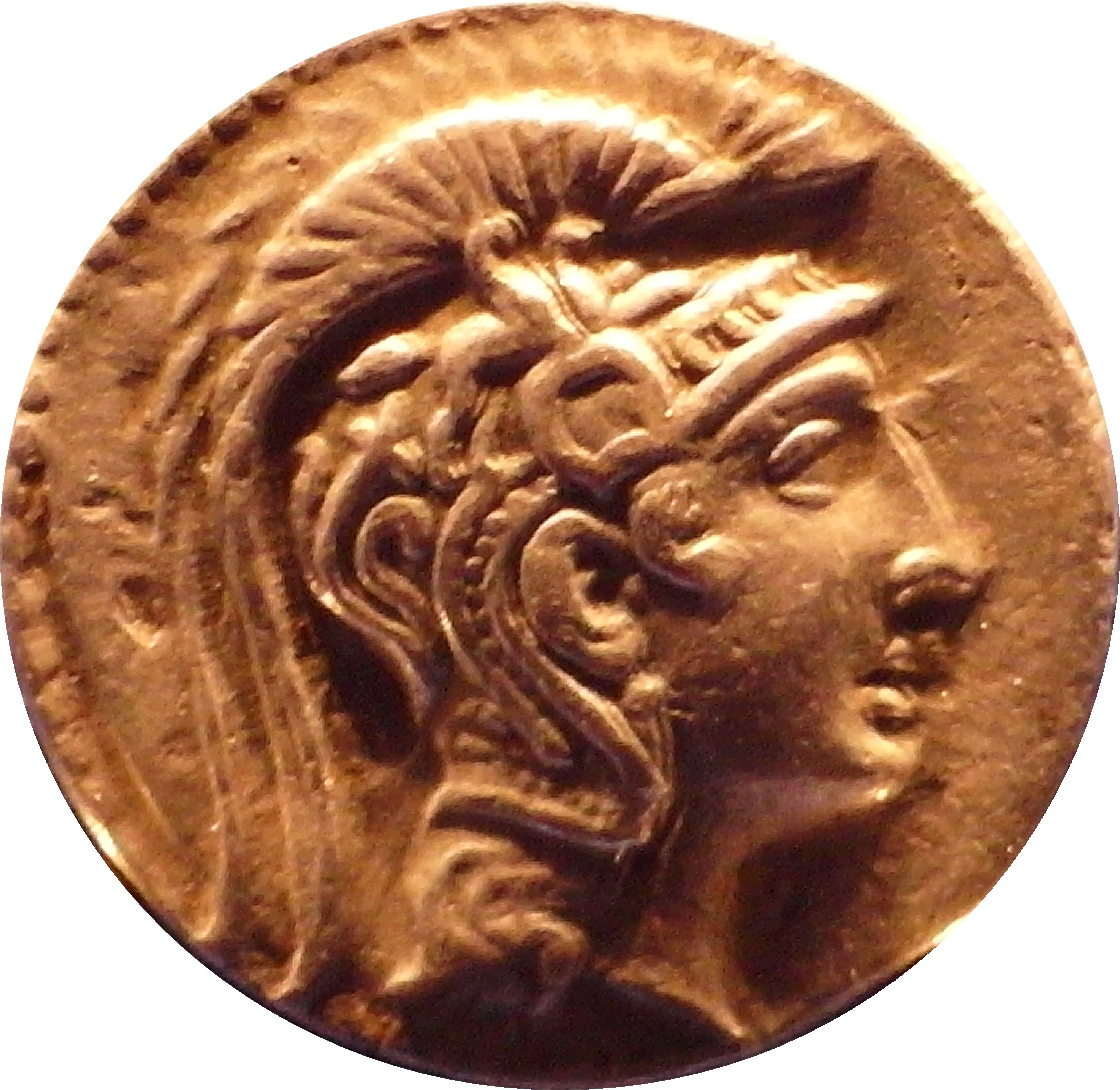
Tetradrachma ateńska, 126-125 r. p.n.e. z przedstawieniem głowy z rzeźby Fidiasza Atena Partenos

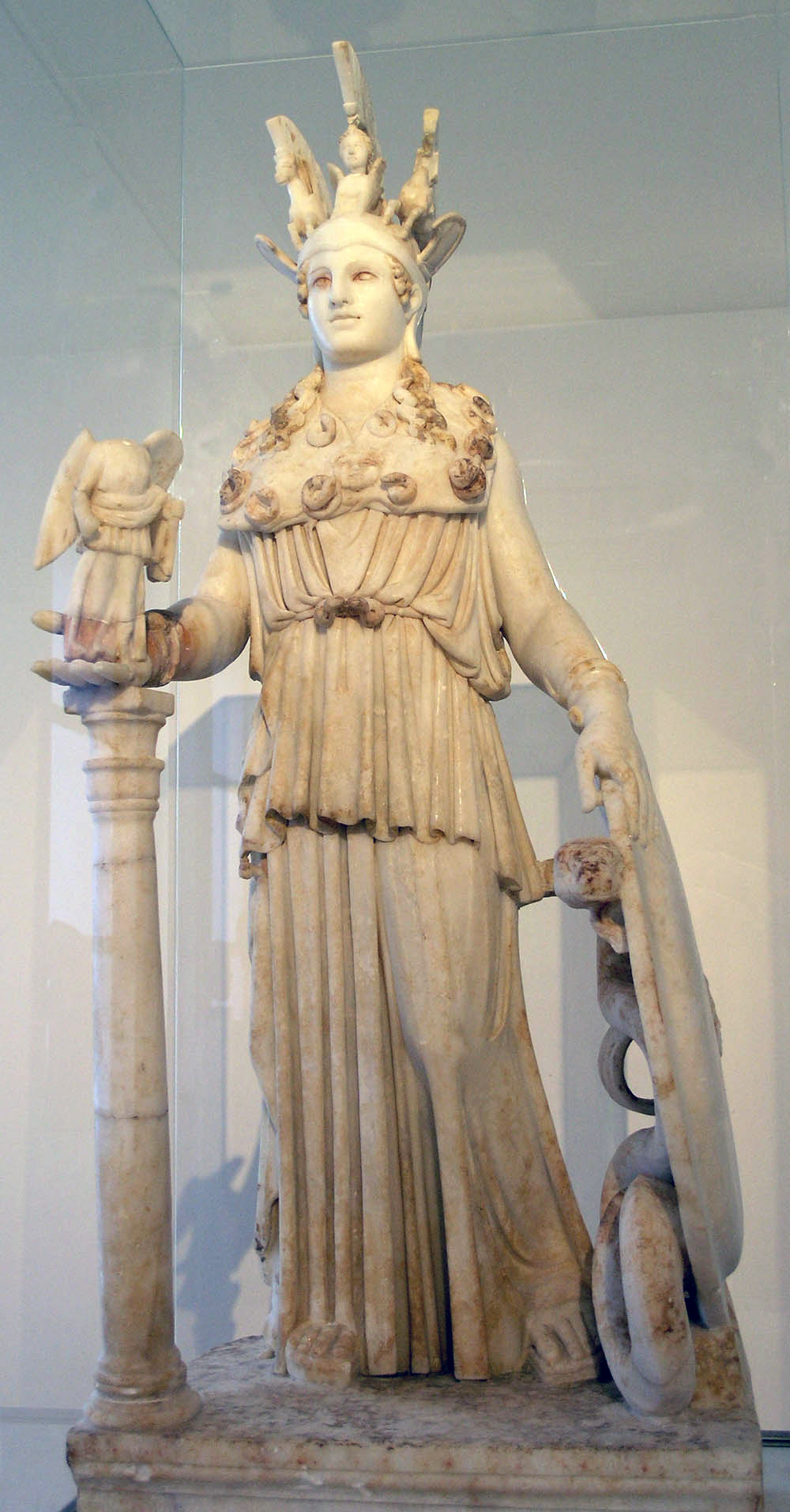
Atena Warwakion, rzymska kopia posągu Ateny Partenos z III wieku n.e., Narodowe Muzeum Archeologiczne w Atenach

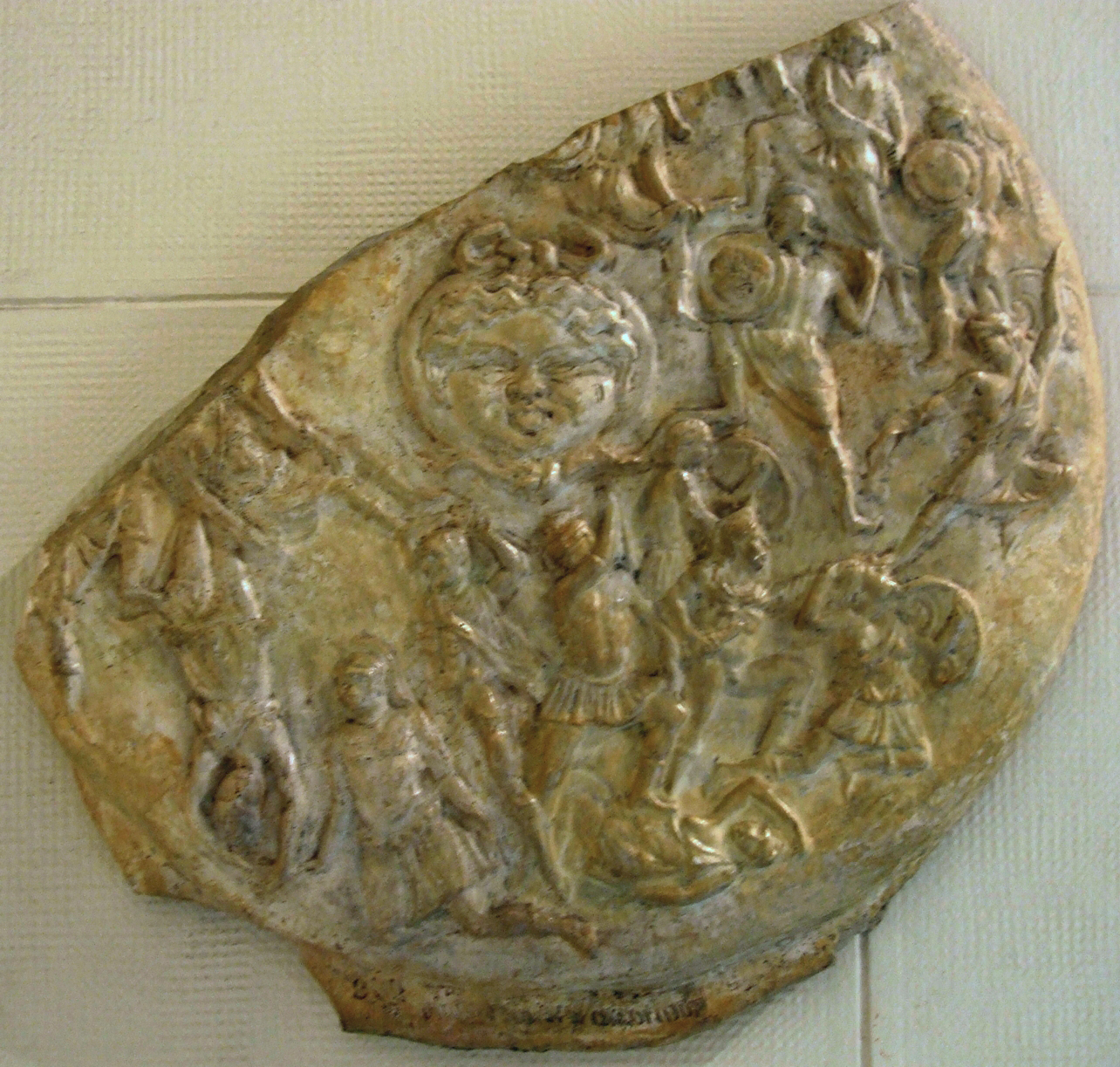
Rzymska kopia tarczy Ateny Partenos, tzw. "Strangford shield" (Tarcza Strangford) z II wieku n.e., British Museum, tutaj zdjęcie gipsowego odlewu tarczy z Muzeum im. Puszkina w Moskwie

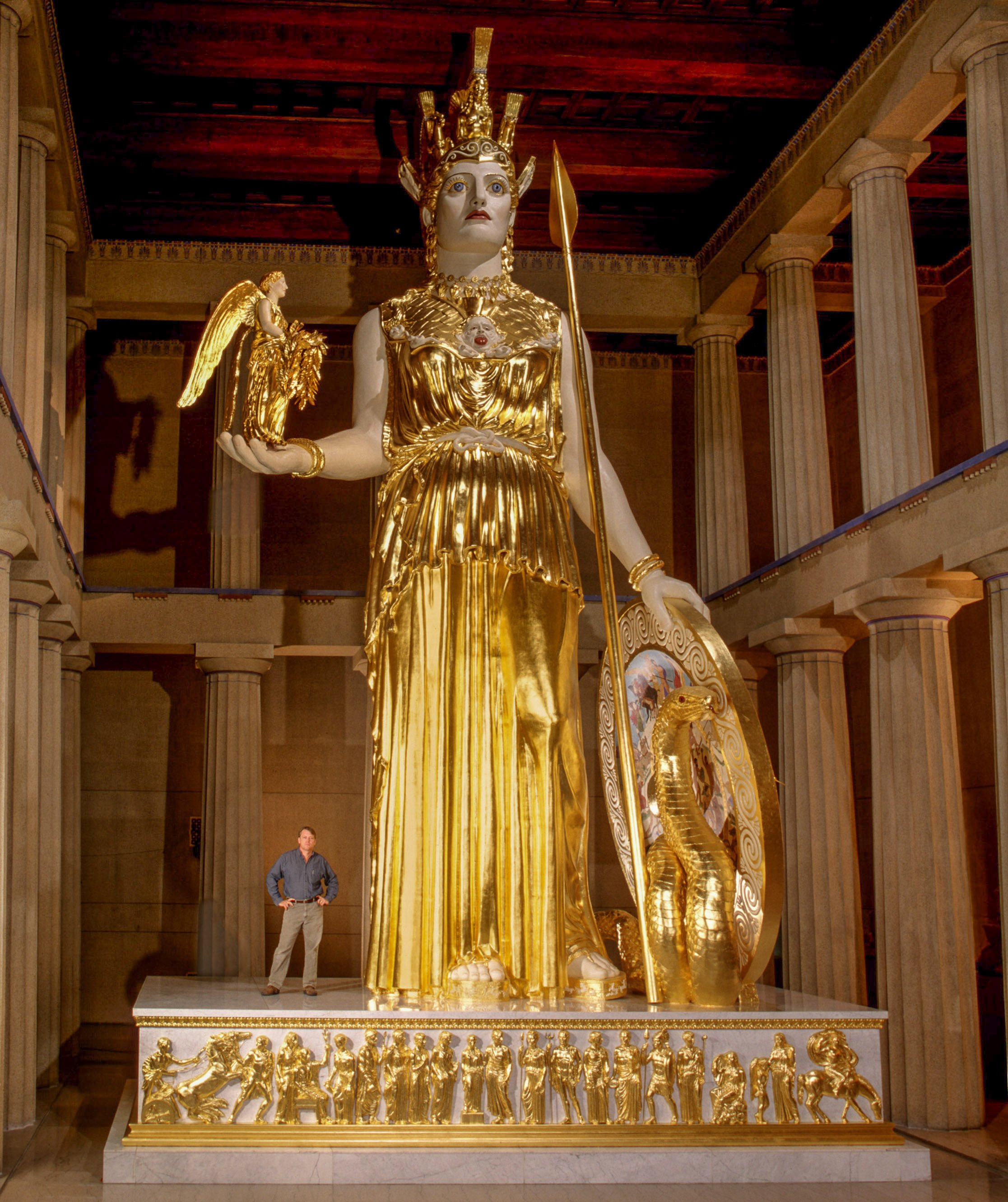
Rekonstrukcja rzeźby znajdująca się w Partenonie w Nashville w stanie Tennessee. Stojący obok człowiek pomaga wyobrazić sobie rozmiar posągu.

Atena Partenos – statua kultowa Ateny-Dziewicy, wykonana w latach 447–438 p.n.e. przez Fidiasza dla Partenonu w Atenach.
Obok Zeusa Olimpijskiego była największą grecką rzeźbą sakralną, jej wysokość wynosiła 12 m (wraz z bazą). Posąg ten uznawany był za jedno z największych dzieł Fidiasza. Wykonany był w technice chryzelefantynowej (ze złota i kości słoniowej). Umieszczony był wewnątrz Partenonu. Rozmiary bazy (bok o długości 8,1 m) zaważyły na planie Partenonu. Jego nawa środkowa ma niespotykaną długość, a to w celu pomieszczenia posągu wraz z bazą.
Statua wyobrażała stojącą, pełną majestatu boginię w hełmie i długim peplosie, z egidą i figurą Nike (o wysokości 1,77 m) na prawej dłoni oraz włócznią i tarczą przy lewym boku. Szczyt jej hełmu zdobił gryf między dwoma sfinksami, egidę – głowa Meduzy, tarczę – amazonomachia i gigantomachia, sandały – centauromachia, a bazę – płaskorzeźbiony fryz ukazujący scenę narodzin Pandory, czemu przygląda się 12 bogów. Na tarczy przedstawione są, pośród Greków walczących z Amazonkami, postacie Peryklesa i Fidiasza.
Całość, bogato polichromowana, działała na wyobraźnię wiernych ogromem, bogactwem i dekoracyjnością. Posąg wielokrotnie uzupełniano (kruszec wagi około 1151 kg stanowił bowiem skarb państwa ateńskiego) i reperowano. Prawdopodobnie uległ on zniszczeniu w pożarze między 429 a 485 n.e., jeśli wcześniej nie został wywieziony do Konstantynopola.
Ideę oryginału w różnym stopniu przechowały repliki rzymskie m.in. Atena Warwakion, Atena Lenormant, Atena z Pergamonu, Atena z Palmyry (odkryta w czasie polskich wykopalisk w 1975). Przedstawienia Ateny Partenos znajdują się także na Gemmie Aspazjosa i medalionach z kurhanu Kul Oba na Krymie. Z kilku zachowanych kopii najważniejszą jest posąg z Warwakionu, ukazujący boginię ze wszystkimi atrybutami, a więc w hełmie, z prawą ręką podpartą kolumienką, dźwigającą na dłoni posąg Nike, lewą opuszczoną przytrzymującą tarczę. Najlepszą kopię głowy widać na Gemmie Aspazjosa (II wiek n.e.).